# Caitlin McFarlane
Caitlin McFarlane (Sydney, 22 marzo 2002) è una sciatrice alpina francese.

## Biografia
Specialista delle prove tecniche originaria di Morzine e attiva dal gennaio del 2019, Caitlin McFarlane ha esordito in Coppa Europa il 16 marzo 2019 a Folgaria in slalom gigante e in Coppa del Mondo il 21 dicembre 2023 a Courchevel in slalom speciale, in entrambi i casi senza completare la prova; il 7 gennaio 2025 ha conquistato a Les Diablerets nella medesima specialità il primo podio in Coppa Europa (3º). Non ha preso parte a rassegne olimpiche o iridate.

## Palmarès

### Coppa del Mondo
- Miglior piazzamento in classifica generale: 107ª nel 2025

### Coppa Europa
- Miglior piazzamento in classifica generale: 20ª nel 2025
- 1 podio:
  - 1 terzo posto

### Campionati francesi
- 6 medaglie:
  - 3 argenti (slalom speciale nel 2021; slalom speciale nel 2024; slalom speciale nel 2025)
  - 4 bronzi (slalom speciale nel 2020; slalom speciale nel 2022; slalom speciale nel 2023)